# Satja Pir
Satja Pir (beng. সত্যপীর, ang. Satya Pir) – indyjski święty muzułmański czczony w Bengalu od XVI wieku, który około XVIII wieku został uznany przez hindusów za emanację Satja Narajany – formy boga Wisznu. W wyniku tej asymilacji, jego kult początkowo islamski, nabrał cech synkretyzmu religijnego na następne stulecie. Obecnie Satja Pir jest popularnym świętym hinduizmu bengalskiego, w tym adresatem rytuałów wrata.

## Recepcja
Znanych jest ponad sto zachowanych źródeł literackich opisujących tego podwójnego, hindusko – muzułmańskiego świętego. W tym:
- Satya Pir – w bengali, autorstwa muzułmańskiego władcy Husajna Szaha (1497-1525)
- Skandapurana (5.2.33-236)
- Bhawiszjapurana (3.2.24-29)
- Satyadewa sanhita – Dwidźi Ramabhadry